# Benedictus Nicolai Figrelius
Benedictus Nicolai Figrelius, född 1600 i Landeryds socken, död 10 september 1689 i Linköping, var en svensk präst och domprost.

## Biografi
Figrelius var son till en kyrkoherde i Landeryds församling. 1615 blev han student i Wittenberg. I november 1621 blev han student vid Uppsala universitet. Under pesten 1622 flydde Figrelius till Dalarna och blev informator hos Johannes Elai Terserus. Magister i Linköping 10 februari 1629. 1630 blev han lektor i latin i Linköping. Figrelius prästvigdes 1633. 1634 blev han kyrkoherde i Skeda församling. Samma år blev han även lektor i historia och filosofi. Det året blev han också penitentiarie. 1638 blev han andra teologi lektor och 1639 förste teologi lektor. Domprost i Linköpings församling blev han 1656. Figrelius avled 10 september 1689 I Linköping och begravdes i Linköpings domkyrka.
Figrelius deltog i riksdagen 1635, 1642, 1644, 1654 och 1659–1660.

### Familj
Figrelius var gift med Anna Andersdotter Lind. Hon var dotter till en kyrkoherde Andreas Gothus i Stora Åby församling och Mariana Hansdotter Lou. De fick tillsammans barnen Nils Gripendahl (1636–1716), Anders (1638-1670, Johannes (1642–1669), Ingrid, Anna (död 1666), Brita (död 1668), Benedictus (död 1668) och Zacharias (1653–1689).